# Лижмозеро (озеро)
Ли́жмозеро (Ли́жемское) — озеро в южной части Республики Карелия, на территории Кондопожского района. (Вепсское «лижм» — тина.)

## Общие сведения
Котловина ледникового происхождения.
Озеро лопастной формы, вытянуто с северо-запада на юго-восток. Крупные заливы — губа Кяппесельгская, губа Викшезерская, губа Южная. Площадь поверхности — 84,8 км², площадь водосборного бассейна — 535 км², высота над уровнем моря — 68,0 м.
На озере 48 островов общей площадью 16,7 км², крупнейшие острова — Большой, Сеняг, Коштом.
Через озеро протекает река Лижма. Берега в основном низкие, покрыты лесом. Дно илистое, в прибрежной зоне — каменисто-песчаные грунты.
Высшая водная растительность представлена зарослями тростника и камыша.
В озере обитают ряпушка, плотва, окунь, лещ, сиг, щука, ёрш, налим.
Средняя амплитуда колебаний уровня составляет 0,61 м.

## Бассейн
К бассейну Лижмозера относятся водотоки:
- Шейчугручей (впадает в Лижмозеро)
- Елгамка (впадает в Лижмозеро)
- Шайдомка (приток Елгамки)
- Ловнодручей (впадает в Шайдомозеро)
- Видручей (впадает в Шайдомозеро)
- Ваназручей (впадает в Шайдомозеро)

и водоёмы:
- Шайдомозеро (исток Шайдомки)
- Терскина Ламбина (бассейн Шайдомки)
- Порошозеро (бассейн Лижмозера)
- Синягозеро (бассейн Лижмозера)